# ランディ・グッドラム
ランディ・グッドラム（Randy Goodrum、1947年7月7日 - ）は、アメリカのソングライター、ピアニスト、音楽プロデューサー。グラミー賞ノミネート作家であり、ナッシュビルにおけるソングライターの殿堂入りを果たしたグッドラムは、1978年の「つらい別れ (You Needed Me)」で最初のナンバーワン・ヒット曲を発表してから40年の間に数々のナンバーワン・ヒット曲を書いてきた。
グッドラムの曲は、カントリー、ポップ、ジャズ、ロック、R&B、アダルトコンテンポラリーといったさまざまなチャートに登場している。熟練したピアニストである彼の音楽は、映画やテレビでも幅広く使用されている。

## 生い立ちと教育
グッドラムは、アーカンソー州ホットスプリングスで、ウィニー・グッドラムと医師のバド・グッドラムの間に生まれた。兄を真似て幼い頃からピアノを弾き始めた。グッドラムは8歳でピアノのレッスンを受け始め、最初はクラシック音楽を学び、後にジャズの演奏を学んだ。
彼はホットスプリングス高校に通い、ジャズ・トリオのスリー・キングスで演奏した。彼らが着用していたサングラスからスリー・ブラインド・マウスとしても知られていたトリオには、サックス奏者としてグッドラムの友人であるビル・クリントンが含まれていた。また、ツアー・アーティストたちと一緒にこの地域で演奏を行うようになった。彼は譜面を読むことができ、アーカンソーはさまざまな演奏を行うミュージシャンたちを惹きつける「地理的な岐路」にあったため、グッドラムはブルース、カントリー、ジャズ、R&B、ロックンロールのアーティストたちと共演した。2000年のインタビューで、彼は次のように述べている。「私がとても多様である理由のひとつは、私が育った場所によるものです。それをすべて演奏できなければならず、そしてそれをしっかりとやらなければなりませんでした」。
グッドラムは、アーカンソー州コンウェイにあるヘンドリックス大学に通った。彼は曲を書いたことがなかったが、友人が彼にオリジナル・ミュージカルの曲を作曲するよう依頼した。グッドラムは同意し、自ら作詞作曲の才能を見出すこととなった。ジョニ・ミッチェル、ランディ・ニューマン、ジミー・ウェッブ、ジェームス・テイラーに触発されて、彼は曲を書くことに集中し始めた。彼はピアノの音楽学士号を取得して卒業した。

## キャリア
グッドラムは大学を卒業した後、アメリカ陸軍に加わり、軍楽隊で演奏した。休みの時間に曲を書き、ソングライターとしてのキャリアを追求することに決めた。1972年に陸軍から退役した後、グッドラムは音楽出版社を訪ねるためにロサンゼルスへと向かった。彼が提示した十数曲のどれも評価を得ることはできなかったが、書き続けるように励まされた。彼はリトルロックへと戻ってから、ロサンゼルスに引っ越す計画だった。友人のボブ・ミルサップの提案で、代わりに、ナッシュビルへと引っ越した。そこで彼は、セッション仕事とライブ・パフォーマンスのためのピアニストとして、作詞作曲に費やす資金を調達することができた。ミルサップはグッドラムを彼の出版社であるアイアンサイドに契約させて、グッドラムの最初の大ヒット曲となる「つらい別れ (You Needed Me)」を、必ず売れると粘り強く売り込んだ。しかし、「この曲にはコーラスがなく、ポップすぎるし、ナッシュビルの型に合わない上、観客が一緒に歌うようなものでもない、そういうことだ、という言葉が返ってきた」と、ミルサップの共作者であるジェリー・フラワーズは2003年に語った。
曲づくりにフラストレーションを感じたグッドラムは、「You Needed Me」をほとんど投げ出していた。しかし、それはアン・マレーによって1978年のアルバム『愛の香り (Let's Keep It That Way)』でレコーディングされ、Billboard Hot 100で1位となった。アカデミー・オブ・カントリーミュージックで年間最優秀ソングを受賞し、第21回グラミー賞では最優秀女性ポップ・ボーカル・パフォーマンス賞を受賞した。そしてアダルト・コンテンポラリー・チャートで36週にわたってランク・インし、1995年まで敗られることのない長期記録を打ち立てた。同じ頃に、グッドラムは他にも、マレーの「Broken Hearted Me」（1979年）、マイケル・ジョンソンの「Bluer Than Blue」（1978年）、イングランド・ダン&ジョン・フォード・コーリーの「It's Sad to Belong」（1977年）、ジーン・コットンの「Before My Heart Finds Out」（1978年）という5つのヒット曲を書いた。
ナッシュビルでの初期にはピアニストとして、ロイ・オービソンやジェリー・リードなどのアーティストたちとライブやスタジオで演奏した。最も重要なのはチェット・アトキンスとの共演であり、彼はコラボレーターにしてメンターとなった。グッドラムはアトキンスとともに「To B or Not to B」や「Waltz for the Lonely」などの曲を書いた。グッドラムの作品「So Soft Your Goodbye」は、1991年にチェット・アトキンスとマーク・ノップラーによってグラミー賞を受賞した。
1979年、ドッティ・ウェストがアルバム『熱唱 (Special Delivery)』をリリースした。グッドラムはブレント・マーとアルバムを共同プロデュースし、一緒にアルバムの10曲のうち6曲を書いた。1980年初頭、グッドラム/マーによる曲「A Lesson in Leavin'」がリリースされた。ソロ・アーティストとしての彼女の初ヒットとなり、4月のビルボード・ホット・カントリー・シングル&トラック・チャートで1位となった。1981年、ウェストはケニー・ロジャースとのデュエットとしてグッドラム作品「What Are We Doin' In Love」により、またしてもナンバーワンを獲得した。続く2年間で、グッドラムはマイケル・マクドナルド、ケニー・ロジャース、ロレッタ・リン、コンウェイ・トゥイッティ、タミー・ワイネットなどのアーティストによって演奏された曲を書いた。1981年に、彼は6つのASCAP賞を受賞している。
1982年、グッドラムはニューヨークを拠点とするCBSソングスとの世界的な出版契約に署名した。彼はロサンゼルスに移る前に、コネチカット州の近くのウェストポートに一時的に移動した。ナッシュビルにはもういないが、彼はカントリー・アーティストと仕事を続け、シルヴィアにヒット曲を書いた。彼のクレジットは、R&B（パティ・オースティン、エル・デバージ）、ジャズ（ジョージ・ベンソン、アル・ジャロウ）、ロック（マイケル・マクドナルド、シカゴ、TOTO）などのジャンルにおいて、最も売れているレコードを含むように広がっていった。1984年、グッドラムはスティーヴ・ペリーとソロ・デビュー・アルバム『ストリート・トーク』で協力した。彼はペリーと提携してアルバムに5曲を書き、他の人物と協力してさらに4曲を書いた。ペリー、クレイグ・クランプ、ビル・クオモと共同で書いた「Oh, シェリー」は、ビルボード・ロック・チャートで1位となり、ソロ・アーティストとしてのペリーのキャリアで最大のヒットとなった。デイヴィッド・フォスターとジム・ヴァランスと共同執筆した「Now and Forever (You and Me)」は、1986年にアン・マレーによって大ヒットとなり、Billboard Hot 100に6週間登場した。1990年代半ばに、彼はナッシュビルに戻り、後にローナン・キーティングやジョン・ベリーなどのアーティストたちのヒット曲を書いた。1999年、ボーイゾーンは「You Needed Me」のカバー・バージョンで成功し、ジョ・ディ・メッシーナの「A Lesson in Leavin'」のカバーは、Billboard Hot 100の年末チャートに登場した。
グッドラムは、1992年の民主党全国大会の閉会テーマである「A Circle of Friends」や「Reunion」など、クリントン/ゴアの各大統領選挙のための曲を書き、クリントンの初開催となるガラのテーマをテレビで生演奏した。ケニー・ロジャースとトリーシャ・イヤウッドのために書かれた「Together as One」は、1997年のクリントン大統領就任式で取り上げられた。グッドラムはその夜に放映されたCBSテレビ・スペシャルでも演奏した。彼の映画やテレビのクレジットには、『飛べ!プランサー ぼくのトナカイ (Prancer Returns)』『Snowden on Ice』『バック・トゥ・スクール』『スター・クレイジー』がある。彼は、昼の長寿テレビドラマ『ワン・ライフ・トゥ・リヴ』のテーマをデイヴ・グルーシンと一緒に共同執筆した。
グッドラムは2000年にナッシュビル・ソングライターの殿堂入りした。ソングライター、セッション・プレーヤー、音楽プロデューサーとしての仕事に加えて、6枚のソロ・アルバムをリリースした。彼はまた、JaRとしてジェイ・グレイドンと一緒に演奏している。彼らは2008年にファースト・アルバム『シーン29』をリリースした。
グッドラムは、スティーヴ・ペリーの2018年のアルバム『トレイシズ』で「Most of All」を共同執筆した。

## 私生活
グッドラムと妻のゲイルは、アーカンソー州フェイエットビルに暮らしている。彼らはヘンドリックス大学の学生時代に出会い、ジュリアとサラという2人の娘をもうけている。

## ディスコグラフィ

### アルバム
- 『フールズ・パラダイス』 - Fool's Paradise (1982年、Polydor)
- 『ソリタリー・ナイツ』 - Solitary Nights (1985年、GRP)
- 『ケアテイカー・オブ・ドリームス〜夢の番人〜』 - Caretaker of Dreams (1991年、Polydor)
- 『キリング・タイム』 - An Exhibition (1992年、Polydor)
- 『ワーズ・アンド・ミュージック』 - Words & Music (1994年、Polydor) ※旧邦題『つらい別れ〜セルフ・リメイク・コレクション』
- 『シーン29』 - Scene 29 (2008年、Pony) ※JaR名義 with ジェイ・グレイドン
- 『ブレイヴ・ニュー・ワールド』 - Brave New World (2018年、Contante & Sonante) ※GIG (グッドラム＝イニス＝ガイチ)名義
- 『レッド・アイ』 - Red Eye (2020年、Clark Street)
- 『ウィズダム・アンド・マッドネス』 - Wisdom And Madness (2022年、P-Vine) ※GIG (グッドラム＝イニス＝ガイチ)名義

### コンピレーション・アルバム
- Songbook (1995年、Beverly)

### シングル
- "This Feeling Inside" / "Only Everything" (1978年、Arista)
- "Blue River Of Tears (mono)" / "Blue River Of Tears (stereo)" (1979年、Arista)
- "Love" / "Love" (1980年、Posse)
- 「キリング・タイム」 - "Killing Time" / "Doors" (1992年、Polydor)
- 「つらい別れ」 - "You Needed Me" / "20-20" (1994年、Polydor)